# St. Louis Kutis Soccer Club
I St. Louis Kutis Soccer Club è una società calcistica statunitense, con sede a St. Louis (Missouri).

## Storia
Nata come St. Louis Raiders (1947-48), cambiò denominazione in corrispondenza dell'avvicendamento degli sponsor, St. Louis Paul Schulte (1948-49), St. Louis McMahon's (1949-50), St. Louis Zenthoefer Furs (1950-53) e dal 1953 St. Louis Kutis.
Con la rinascita del St. Louis Major League nel 1948 riprese l'attività calcistica ma si concluse nel 1953 a causa della mancanza di campi da gioco adeguati. Proprio in questo periodo i St. Louis Kutis hanno fatto la loro prima apparizione nella finale US Open Cup, perdendo contro i N.Y. Americans. La formazione diventò la squadra amatoriale di maggior successo nell'area di St. Louis nel corso degli anni '50.
Già i St. Louis Zenthoefer Furs avevano vinto la National Amateur Cup nel 1952, quando la squadra è stata rilevata da Tom Kutis, proprietario del Kutis Funereal Home. Con personalità come Harry Keough e Frank Borghi la squadra raggiunse ottimi traguardi come la vittoria per sei volte consecutiva della National Amateur Cup dal 1956 al 1961.
I St. Louis Kutis dopo aver preso il testimone dai Saint Louis Simpkins-Ford negli anni quaranta, traghetta il calcio di St. Louis, capitale del calcio USA tra gli anni '50 e '60, verso la NPSL I prima e NASL dopo, cedendolo ai St. Louis Stars.
La formazione è ancora attiva a livello giovanile.
Ha vinto per due volte la National Challenge Cup (US Open Cup), nel 1957 e nel 1986.

## Palmarès

### Competizioni nazionali
- U.S. Open Cup: 2

1957, 1986

### Altri piazzamenti
- U.S. Open Cup:

Finalista: 1954, 1983, 1985

## Colori sociali
Negli anni cinquanta la divisa era caratterizzata da una banda diagonale rossa, divisa molto simile a quella del River Plate.
Negli anni a seguire la divisa diventa a righe verticali rosse e bianche.
Negli anni ottanta la divisa diventa totalmente rossa con la scritta Kutis.